# Конанцево (Вологодская область)
Конанцево — деревня в Харовском районе Вологодской области.
Входит в состав Харовского сельского поселения, с точки зрения административно-территориального деления — в Харовский сельсовет.
Расстояние до районного центра Харовска по автодороге — 1,5 км. Ближайшие населённые пункты — Иваниково, Бараниха, Лещево, Дитинская.
По переписи 2002 года население — 60 человек (23 мужчины, 37 женщин). Всё население — русские.